# Postzegel

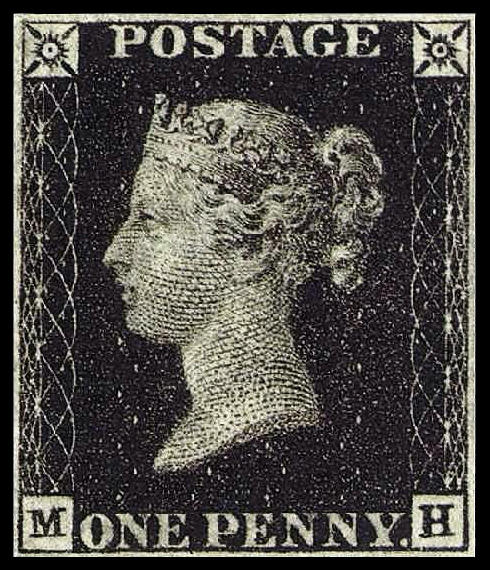
De Penny Black was de eerste postzegel die werd uitgegeven, in 1840, door het Verenigd Koninkrijk.

Een postzegel is een klein stukje bedrukt papier (meestal gegomd of zelfklevend), met een bepaalde waarde. Door een frankeergeldige postzegel op een poststuk te plakken, wordt aangetoond dat de afzender porto heeft betaald.

## Het ontstaan van de postzegel

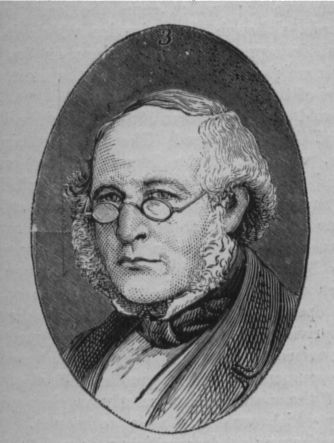
Sir Rowland Hill

Toen de postzegel nog niet was bedacht, moest meestal de ontvanger van post voor de zending betalen. Dit gaf problemen als de geadresseerden de brief niet wilden hebben, of als ze verhuisd waren. Dan bleef de postbode met de post zitten, zonder dat de kosten voor bezorging konden worden geïnd.
De Engelsman Rowland Hill bedacht in 1837 het systeem om niet de ontvanger maar de afzender van een brief de kosten voor het vervoer te laten betalen. Om te bewijzen dat hij had betaald, moest de afzender op het postkantoor een bewijs van betaling kopen. Dit bewijs van betaling is wat we nu kennen als een postzegel. Als die postzegel op een brief was geplakt, was de afzender "vrij van belasting". De Schot James Chalmers (1782-1853) was de uitvinder die de zelfplakkende postzegel introduceerde en hiermee het systeem van uniforme posttarieven.
In 1835, twee jaar voor het idee van Rowland, stelde Lovrenc Košir aan de minister in Wenen voor, opplakbare postrechtstempels te laten vervaardigen. Deze zouden dan aan de adreskant of de achterkant van een brief kunnen worden aangebracht, in plaats van een lakstempel. Slovenië heeft een zegel aan Košir gewijd.

## Eerste postzegel ter wereld
Het idee van Rowland Hill werd door het Britse parlement voor toepassing aanvaard en door koningin Victoria goedgekeurd. Op 6 mei 1840 werd de allereerste postzegel ter wereld op een brief geplakt. De postzegel toont het portret van koningin Victoria en de woorden postage en one penny. Postage betekent port en one penny was het tarief dat voor een gewone brief moest worden betaald. Vanwege de kleur wordt deze eerste postzegel wel de Penny Black genoemd. Op deze eerste postzegel wordt geen landsnaam vermeld. Dat vond men toen niet nodig, want men ging ervan uit dat iedereen op de wereld koningin Victoria kende. Omdat het Verenigd Koninkrijk als eerste land postzegels uitgaf, heeft dit land later het recht verkregen om geen landsnaam te vermelden, in tegenstelling tot alle andere landen die postzegels uitgeven en die zijn aangesloten bij de Wereldpostunie. Daar staat tegenover dat altijd het profiel van het staatshoofd in een hoekje van de Britse postzegels staat.

## Eerste postzegel van België

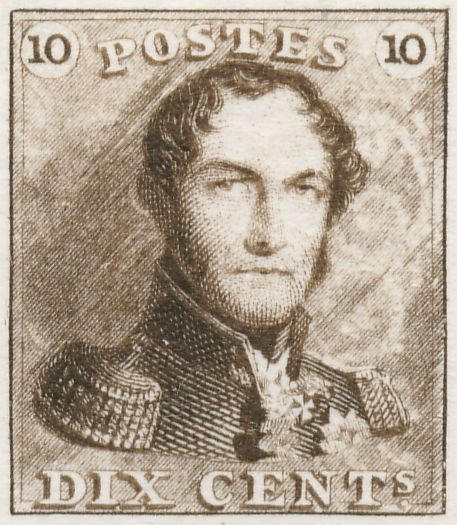
De eerste Belgische postzegel, met een portret van Leopold I.

De eerste Belgische postzegel verscheen in 1849.
Een inspecteur van de Belgische Posterijen werd in 1840 naar het Verenigd Koninkrijk gestuurd om het Britse systeem te onderzoeken. In 1847 werd een wet aangenomen die het gebruik van postzegels regelde. De eerste Belgische postzegels verschenen in 1849. Ze werden gedrukt in Brussel, van platen die waren gemaakt door graveur Jacob Wiener, en toonden koning Leopold I, naar een portret van de Brusselse schilder Charles Baugniet.
Het papier was handgeschept en voorzien van een watermerk, en de zegels waren ongetand. De tarieven waren 10 en 20 centimes. Een paar maanden daarna is de tweede reeks zegels uitgekomen. Deze uitgave verschilt van de eerste qua achtergrond (gebladerte). Verder werd er ook een 40 centimes toegevoegd voor post naar Frankrijk, Luxemburg, het Verenigd Koninkrijk en Zwitserland.

## Eerste postzegel van Nederland

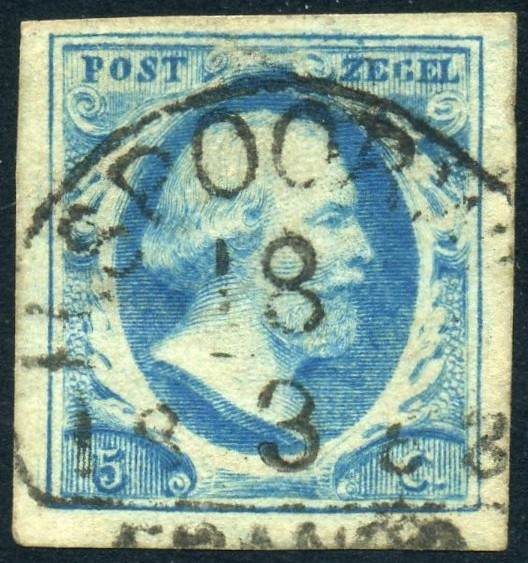
Postzegel met Willem III uit 1852

De eerste Nederlandse postzegel verscheen op 1 januari 1852.
In 1848 had het Hoofd der Posterijen een rapport opgesteld over het gebruik van postzegels. De invoering van de postzegel werd nog tijdens behandelen van de Postwet door de Tweede Kamer geregeld. Vanaf 1 januari 1852 konden in Nederland postzegels worden gebruikt. De eerste Nederlandse postzegel toont koning Willem III en profile, met de tariefaanduiding en het woord Postzegel. Het ontwerp was van de Amsterdamse kunstenaar Johann Wilhelm Kaiser. Naar zijn ontwerp werden drie platen vervaardigd - voor elk tarief een. De graveur was Jacob Wiener, die ook de platen voor de eerste Belgische postzegels had gemaakt. De postzegels werden gedrukt bij de Koninklijke Nederlandse Munt (voorheen 's Rijks Munt) te Utrecht, op handgeschept papier. Ze waren ongetand. De tarieven waren: 5, 10, en 15 cent.

## Veranderende functie van de postzegel
De postzegel is oorspronkelijk uitgevonden om het overbrengen van post (berichten) efficiënter te laten verlopen. De zegel is nu niet meer uitsluitend een kwitantie voor een nog te verlenen dienst. Het beeld van de postzegel wordt steeds belangrijker, zoals o.a. blijkt uit soms felle reacties van politici en burgers. De functie van de postzegel is thans zeer gevarieerd: er wordt gecollecteerd voor goede doelen, en er worden belangrijke gebeurtenissen en personen herdacht, toeristen worden gelokt, opvoedkundige en gezondheidsadviezen worden verstrekt, waarden en normen en vredesboodschappen worden overgebracht en soms fungeert het zegel als politiek propagandistisch affiche.

## Toeslagzegels

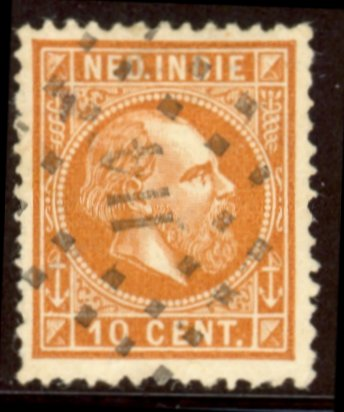
Een postzegel met daarop een afdruk van een puntstempel.

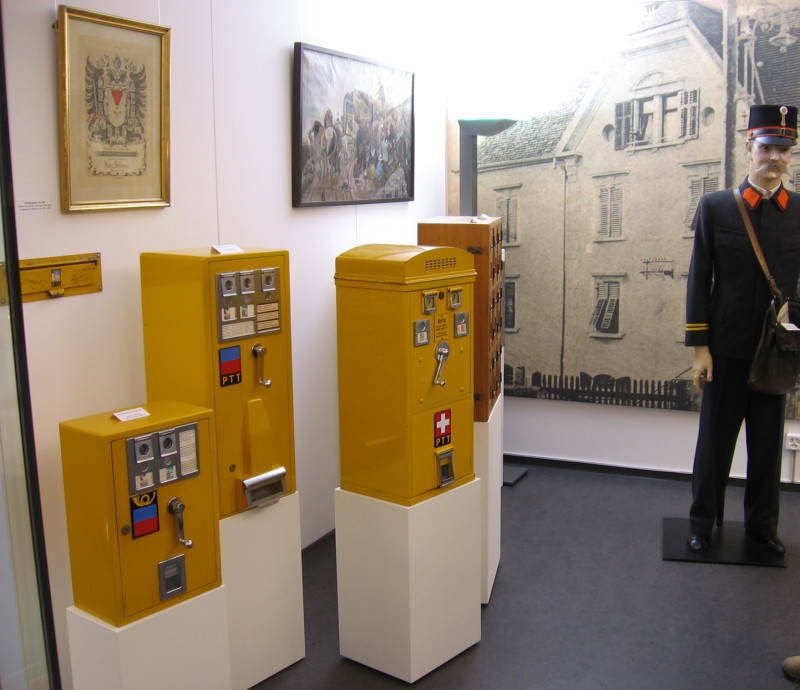
Postzegelautomaten Zwitserland en Liechtenstein.

Een toeslagzegel is een postzegel die wordt verkocht met boven op de frankeerwaarde een toeslag voor een goed doel. In Nederland zijn de jaarlijks verschijnende kinderpostzegels, die door de schoolgaande jeugd van elf tot twaalf jaar worden verkocht aan de deuren, het meest bekend. Vroeger verschenen er in Nederland ook "tuberculose" postzegels met een toeslag. Deze zegels waren bedoeld om daarmee de hoge revalidatiekosten van een tuberculoseslachtoffer te bekostigen. Ook tijdens de Watersnood van 1953 verschenen er zegels met een toeslag.

## Verzamelen van postzegels en poststukken
Het verzamelen van postzegels en poststukken is een veel voorkomende hobby en staat bekend als filatelie. Naast de traditionele filatelie (verzamelen van alle uitgiften van een land en posthistorische stukken) bestaat er thematische filatelie: het met behulp van zegels en andere postale stukken vertellen van een compleet verhaal. Deze laatste vorm vindt steeds meer erkenning. Bij postzegeltentoonstellingen zijn thematische inzendingen veelal veruit in de meerderheid. De grootste algemene vereniging voor thematische filatelie is de NVTF, die onder meer vijfmaal per jaar het tijdschrift THEMA uitbrengt.
Postbedrijven spelen graag met hun uitgiftebeleid in op de populariteit van de thematische filatelie. Sommige landen geven veel “mooie plaatjes” uit, andere landen verzinnen creatieve methoden om op te vallen, zoals zelf te ontwerpen zegels, geborduurde zegels, geurzegels, zegels waarin hout is verwerkt of bloemzaad, mineralen, kristalstenen van Swarovski of zelfs meteorietenstof. Ook reclame-uitingen via zegels komen voor. Door dit alles worden de postzegels bij filatelisten aantrekkelijk, met het gevolg dat er veel meer postzegels worden verkocht dan er nodig zijn om brieven te frankeren. Sommige kleine landen ontlenen zelfs een groot deel van hun inkomen aan de verkoop van postzegels.
Het huidige beleid van het Nederlandse postbedrijf is er weliswaar nog steeds op gericht een ook in technisch opzicht hoogstaand kunstwerk af te leveren, maar er is ook duidelijk sprake van commercialisering. Volgens sommigen bedreigt de wereldwijd oprukkende commercialisering de filatelie, doordat de aanschafkosten alsmaar stijgen, terwijl de waarde daalt door het te grote aanbod.

## Postzegelautomaten
Al geruime tijd worden met wisselend succes voor de verkoop van postzegels ook muntautomaten gebruikt. Sinds het verschijnen van de frankeermachine en het systeem van port betaald, is het gebruik van postzegels door bedrijven sterk verminderd. In sommige landen is het voor klanten mogelijk zelf hun postzegels te ontwerpen - dit is onder andere het geval in Nederland, België en Finland. De postzegels zijn niet meer voorzien van een gomlaag, maar zijn een soort stickers geworden.
Het is bijvoorbeeld in Nederland mogelijk om postzegels via het internet aan te kopen en op de enveloppe, op de plek van de oorspronkelijke postzegel een geprinte code aan te brengen.

## Geldigheid
De Nederlandse postzegels met de waarde aangegeven in guldens (of fracties daarvan) werden per 31 oktober 2013 ongeldig verklaard. Tot dan toe mochten deze zegels gebruikt worden in plaats van of naast zegels met de waarde in euro's (of een fractie daarvan). Er werd geschat dat er tot dan nog postzegels uit het guldentijdperk met een gezamenlijke waarde van 50 miljoen euro in omloop waren.